# Свети Димитър (Любетино)
Вижте пояснителната страница за други значения на Свети Димитър.
„Свети Димитър“ (на гръцки: Αγίου Δημητρίου) е възрожденска православна църква, разположена в леринското село Любетино (Педино), част от Костурската епархия на Вселенската патриаршия.

## Местоположение
Църквата е разположена на централния площад на селото.

## История
Храмът започва да се строи в 1928 година, но поради Втората световна война и Гражданската война строежът е изоставен. Завършен е в 1962 година. Дело е на майстори от видното строително янинско село Канцико – братята Андонис и Йоргос Сютис и Ламброс и Томас Симос. През 90-те години на XX век ефимерият поп Константинос Йоану разширява църквата.